# Chełst (gromada)
Chełst – dawna gromada, czyli najmniejsza jednostka podziału terytorialnego Polskiej Rzeczypospolitej Ludowej w latach 1954–1972.
Gromady, z gromadzkimi radami narodowymi (GRN) jako organami władzy najniższego stopnia na wsi, funkcjonowały od reformy reorganizującej administrację wiejską przeprowadzonej jesienią 1954 do momentu ich zniesienia z dniem 1 stycznia 1973, tym samym wypierając organizację gminną w latach 1954–1972.
Gromadę Chełst z siedzibą GRN w Chełście utworzono – jako jedną z 8759 gromad na obszarze Polski – w powiecie czarnkowskim w woj. poznańskim, na mocy uchwały nr 18/54 WRN w Poznaniu z dnia 5 października 1954. W skład jednostki weszły obszary dotychczasowych gromad Chełst, Kamiennik, Moczydła i Kwiejce ze zniesionej gminy Drawsko w powiecie czarnkowskim w woj. poznańskim oraz obszary dotychczasowych gromad Chełst, Kawczyn i Pełcza ze zniesionej gminy Niegosław w powiecie strzeleckim w woj. zielonogórskim. Dla gromady ustalono 16 członków gromadzkiej rady narodowej.
4 lipca 1968 gromadę zniesiono, a jej obszar włączono do gromady Drawsko w tymże powiecie.